# Brodek (dopływ Skrzynczany)
Brodek (Droszkowska Woda, niem. Droschkauer Wasser) – potok, prawy dopływ Skrzynczany. 

## Położenie geograficzne
Potok stanowi granicę pomiędzy Górami Złotymi a Wzgórzami Rogówki w Kotlinie Kłodzkiej, a co za tym idzie fragment granicy pomiędzy Sudetami Środkowymi a Wschodnimi.

## Charakterystyka
Źródła Brodka w postaci licznych, drobnych potoczków znajdują się na zachodnich zboczach Wilczej Góry i Małej Wilczej Góry w  Górach Złotych, na wysokości 520–540 m n.p.m., zaś ujście poniżej zabudowań Rogówki na wysokości ok. 370 m n.p.m. Długość potoku liczy ok. 5,1 km. Jeśli przyjmiemy, iż Brodek jest głównym ciekiem, to wówczas staje się dopływem Białej Lądeckiej, a jego ujście znajduje się na wysokości ok. 340 m n.p.m. w Ołdrzychowicach Kłodzkich. Z kolei długość potoku wzrasta do ok. 8,2 km.
Brodek płynie rozległą doliną wśród użytków rolnych. Poniżej Przełęczy Droszkowskiej przepływa przez Droszków, a dalej wzdłuż jego długości prowadzi lokalna droga przy której stoi kilka kamiennych figur i kapliczek. Przed połączeniem ze Skrzynczaną znajdował się stary młyn wodny.
Z doliny potoku roztaczają się widoki na Krowiarki i Masyw Śnieżnika za doliną Białej Lądeckiej oraz fragmentów południowo-zachodniej części Gór Złotych i Wzgórz Rogówki.

## Turystyka
Wzdłuż prawie całego biegu Brodka prowadzi  szlak im. J. Szczypińskiego, prowadzący z Bystrzycy Kłodzkiej przez Ptasznik do Złotego Stoku.